# Filozofija prava
Filozofija prava je pravac unutar filozofije i prava, gdje se studiraju temeljna pitanja:  "što je zakon?", "je li moć ista kao pravo?" i "koja je razlika između prava i morala?". Cijeli pravac se dijeli u tri glavna dijela:
- Prirodno pravo je ideja da postoje nepromjenjivi prirodni zakoni koji s nama upravljaju, i da institucije trebaju biti kompatibilne s ovim zakonima.
- Analitičko sudstvo postavlja pitanja, "Što je zakon?" "Koji su kriteriji za pravni legitimitet?" i "Koja je poveznica između zakona i morala?".
- Normativno sudstvo postavlja pitanja kako bi zakoni trebali izgledati. Ono pokriva moralnu i političku filozofiju i sadrži pitanja kako treba slijediti zakon, kako treba kazniti prestupnike itd.